# Kateket
En kateket er en underviser i kirken, hvilket vil sige at denne underviser i tro. Bruges meget i den katolske kirke.
En kateket har oftest en form for pædagogisk uddannelse sammen med en trosmæssig, dvs. kristen uddannelse.
Katekese er det, en kateket udfører.
Katekismus er en lærebog i kristendommen.
Denne institution er bibeholdt i Grønland med læreruddannede kateketer, der nu ofte tillige er præster.